# MrBeast
James Stephen Donaldson (engelskt uttal: [ˈdʒɪmi ˈdɒn.əldsən] ( lyssna); mer känd under sitt alias MrBeast, tidigare MrBeast6000), född 7 maj 1998 i Wichita, Kansas, är en amerikansk youtubare, entreprenör och filantrop. Han är även en av medskaparna av TeamTrees och TeamSeas. Sedan den 17 november 2022 är hans kanal den mest prenumererade kanalen på YouTube som är driven av en privatperson och sedan den 2 juni 2024 är kanalen den mest prenumererade på YouTube. 

## Privatliv
Donaldson växte upp i Greenville i North Carolina och tog examen vid Greenville Christian Academy 2016. Enligt Newsweek så hoppade han av college för att bedriva en heltidskarriär som YouTubare. Under en onlineintervju med Keemstar sade Donaldson att han har Crohns sjukdom.

## Utmärkelser och nomineringar
| År   | Pris               | Kategori       | Utslag    | Noter  |
| ---- | ------------------ | -------------- | --------- | ------ |
| 2019 | 11th Shorty Awards | Årets vloggare | Nominerad | [ 14 ] |